# Synagogue de Riga

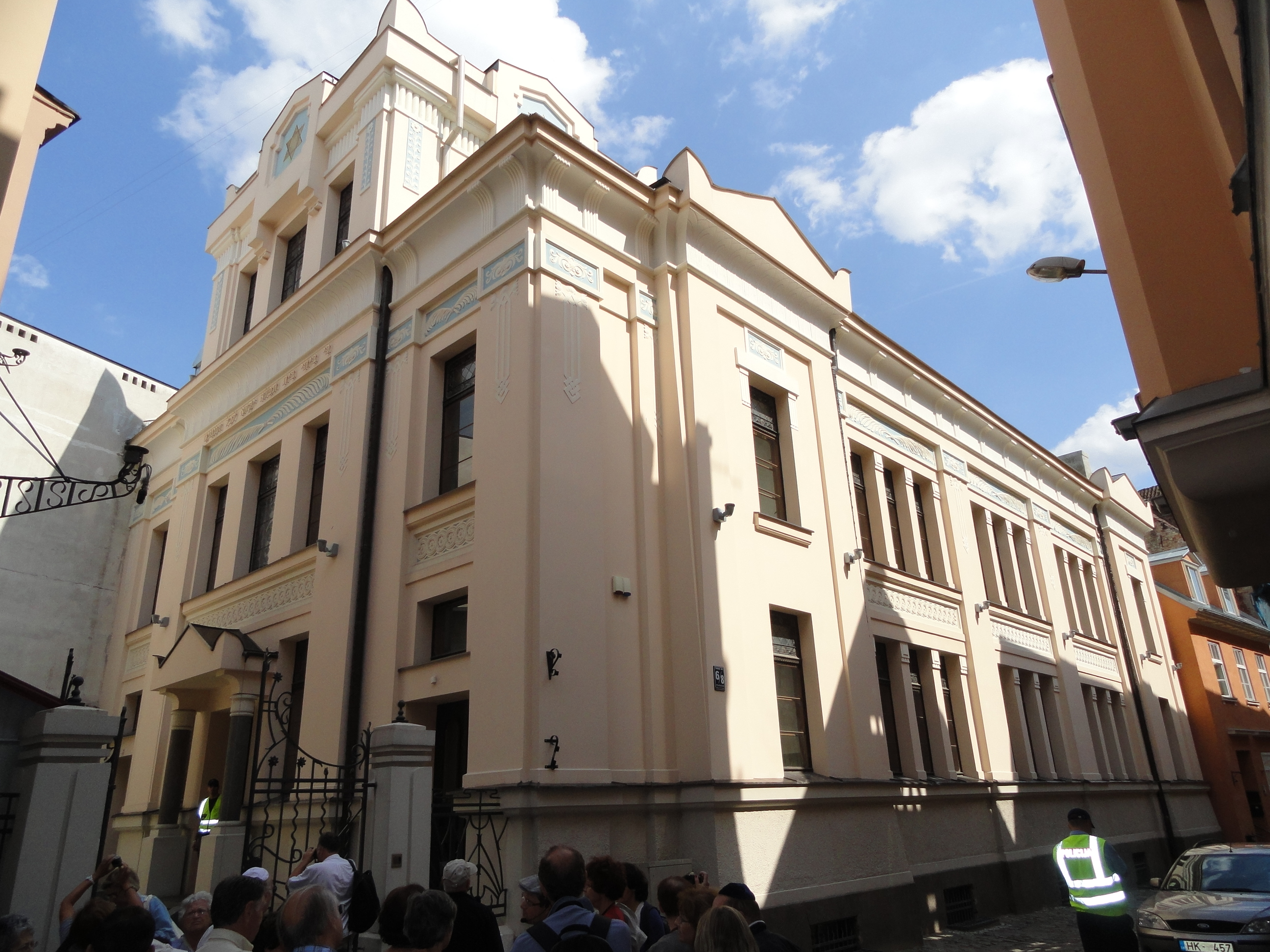
Vue générale de la synagogue

La synagogue de Riga ou synagogue Peitav (en letton: Peitavas iela), située 6-8 rue Peitavas à Riga, en Lettonie, est la seule synagogue de Riga ayant échappé à la destruction pendant les périodes d'occupation nazie puis soviétiques.
Rénovée, elle reste la seule actuellement en service pour la petite communauté juive de Riga. Elle est dirigée par le rabbin orthodoxe israélo-américain Mordehay Glazman, assisté par le rabbin Shneur Zalman Kot.

## Historique de la synagogue

### Sa construction
À la fin du XIXe siècle, la communauté juive de la Vieille ville de Riga achète un terrain dans la rue Peitavas pour y construire une synagogue. 
Grâce à l'appui de riches marchands juifs, habitant Moscou, mais ayant leurs commerces établis dans la vieille ville de Riga, le permis de construire la synagogue est accordé en mars 1903, malgré un grand nombre de contraintes. Dans la Russie tsariste, il est interdit de construire une synagogue à proximité d'une église. Il a donc fallu obtenir l'accord du pasteur de l'église réformée située dans le même ilot. 
Les travaux sont réalisés selon les plans de l'architecte et historien de l'art germano-balte Vilhelms Neimanis, en allemand: Wilhelm Neumann, (1849-1919), adepte du Jugendstil et du jeune architecte Hermann Seuberlich (1878-1938). Le projet initial sera revu plusieurs fois. La construction débute en 1904 et dure jusqu'à l'été 1905. Le coût total se chiffre à 150 000 roubles, dont une bonne partie provenant d'une donation de l'industriel Ulrich Milman. 
La synagogue est prête pour être inaugurée pour la fête de Roch Hachana en 1905, mais au dernier moment, le gouvernement local interdit son ouverture. Une réunion se tient alors entre les donateurs et le gouvernement local. Un journal yiddish publiera dans les années 1930, un compte rendu de cette réunion, donnant les arguments de la communauté: 
« Nos jeunes sont séduits par les mouvements révolutionnaires, et chaque jour, l'influence de ces mouvements devient de plus en plus importante. Aussi, afin de détourner les jeunes de ces idées, nous avons décidé de construire une belle synagogue. »
La réponse du gouverneur aurait alors été: « Allez-y et priez ».
Pendant l'entre-deux-guerres, la synagogue Peitav est une des quatre synagogues chorale de Riga. Son chœur, conduit par le Hazzan (chantre) Abram Abramis est très populaire parmi la communauté juive de Riga, mais aussi parmi les mélomanes de Riga. La synagogue sert alors deux groupes de fidèles, un groupe d'Hassidim et un groupe de Mitnagdim. 
Chaque année à Pessah, un four à Matzot (pain azyme) fonctionne à l'intérieur du bâtiment de la synagogue. Dans la cour, se trouve un petit bâtiment abritant un Mikvé et un petit abattoir rituel. 

### La période noire: 1941-1991
Le 1er juillet 1941, les troupes allemandes occupent Riga, et le 4 juillet, toutes les synagogues de la ville sont incendiées, à l'exception de la synagogue Peitav, qui est épargnée en raison de sa trop grande proximité avec d'autres bâtiments de la Vieille Ville. Elle est cependant saccagée, le mobilier pillé ou détruit et le bâtiment transformé en dépôt et en écurie. Après la guerre, on a appris que les rouleaux de Torah avaient pu être protégés, grâce à Gustavs Shaurums,, un pasteur de l'église réformée voisine, qui réussit à celer le mur est de la synagogue où se situe l'Arche Sainte et à cacher chez des paroissiens les rouleaux de la Torah.   
La communauté juive de Riga, qui se montait à environ 40 000 personnes avant la Seconde Guerre mondiale est annihilée par la Shoah par balles. À la fin de la guerre, il ne survit plus que 150 Juifs. 
Après la guerre, la synagogue Peitav est une des rares synagogues en activité en Union soviétique, et une des quatre à maintenir un chœur. Lors du jour de Yom Kippour 1946, plusieurs centaines de Juifs, survivants et réfugiés libérés des camps d'extermination nazis, assistent aux prières. Malgré l'interdiction non officielle des pratiques religieuses juives et la surveillance constante par les services de sécurité du régime, la synagogue reste le centre de la vie juive à Riga, surtout pour la jeunesse juive qui se réunit pendant les fêtes et surtout à Sim'hat Torah. Pendant les années 1950, trois offices journaliers se tiennent dans la synagogue, mais pendant les années 1960 et 1970, le nombre de fidèles décroit fortement. 
En l'absence de financement pendant la période soviétique, les réparations et rénovation du bâtiment sont effectuées avec les faibles moyens des fidèles.   

### Le renouveau depuis 1991
En 1991, la Lettonie retrouve son indépendance par rapport à l'Union soviétique en dissolution. La vie juive renait ouvertement à Riga dès la période de la Perestroïka. En 1988, est fondée la Communauté culturelle juive lettonne, et en 1992, celle-ci se réorganise sous le nom de Communauté juive de Riga. De nos jours, avec près de 8 000 membres, c'est la plus grande communauté juive des Pays baltes. Elle comprend de nombreux Juifs des anciennes républiques d'Union soviétique, et la majorité de ses membres parlent le russe.    
La synagogue Peitav, la seule synagogue de Riga, est par deux fois la cible d'attaques à la bombe. Le 6 mai 1995, la bombe ne fait que des dégâts mineurs. Le 2 avril 1998, l'explosion est plus forte et détruit la porte d'entrée et brise les vitraux originaux de 1906, qui avaient été épargnés par les Allemands. Les dégâts sont estimés à 60 000 dollars. Ces attaques sont attribuées à des éléments antisémites ayant appartenu à d'anciens groupes SS lettons, ou à leurs sympathisants. Les deux attaques furent condamnées par le gouvernement letton. À la suite de la deuxième attaque, le chef de la police criminelle de Lettonie, Aldis Lieljuksis, ainsi que le secrétaire d'état du Ministère de l'Intérieur sont limogés pour incompétence, n'ayant pris aucune mesure de protection de la synagogue après que des croix gammées et des slogans antisémites eurent été peints sur ses murs en décembre 1997. Quelques heures après l'attaque, le Premier ministre de Lettonie, Guntars Krasts, visite la synagogue et promet que les dégâts seront réparés sous une semaine au frais de l'État. 

### La restauration du bâtiment
En 2007 commencent d'importants travaux de restauration de la synagogue afin qu'elle retrouve autant que possible son état initial. Ces travaux conduisent à la fermeture pendant deux ans de la grande salle de prières, les offices sont alors tenus au sous-sol. Le coût des travaux s'élève à 2,8 millions de dollars, provenant principalement de donateurs étrangers, mais aussi du gouvernement letton, de l'Union européenne, et de 1 000 familles juives locales. Tous les donateurs particuliers, quel que soit le montant de leur participation, de 10 $ à 100 000 $, ont leur nom gravé sur une plaque à l'entrée de la synagogue.   
Quand les travaux débutent, il devient apparent que le bâtiment est en pire état que ce qui était initialement supposé. Plus de soixante pour cent du toit doit être remplacé. Quand les fonds viennent à manquer, deux membres du conseil d'administration de la communauté juive, Leonid Esterkin et Arkady Sukharenko font alors des donations importantes. 
Le 26 août 2009 a lieu la réouverture de la synagogue en présence de nombreuses personnalités, du président de la Lettonie, Valdis Zatlers, du premier ministre, Valdis Dombrovskis, du maire de Riga, Nil Ouchakov, du ministre israélien des relations avec la Diaspora, Yuli Edelstein, des dirigeants des différentes communautés religieuses de Riga, et des organisations juives de Lettonie et de nombreux autres pays européens. Le président de la communauté, Arkady Sukharenko, dans son discours remercie tous les donateurs: 
« Nous sommes fiers que notre génération ait eu cet honneur de restaurer la synagogue à son ancienne grandeur et de laisser ce joyau aux générations futures. Nous sommes reconnaissants à tous ceux qui ont participé à cet effort et qui ont investi leur cœur et leur argent. »

## Description du bâtiment

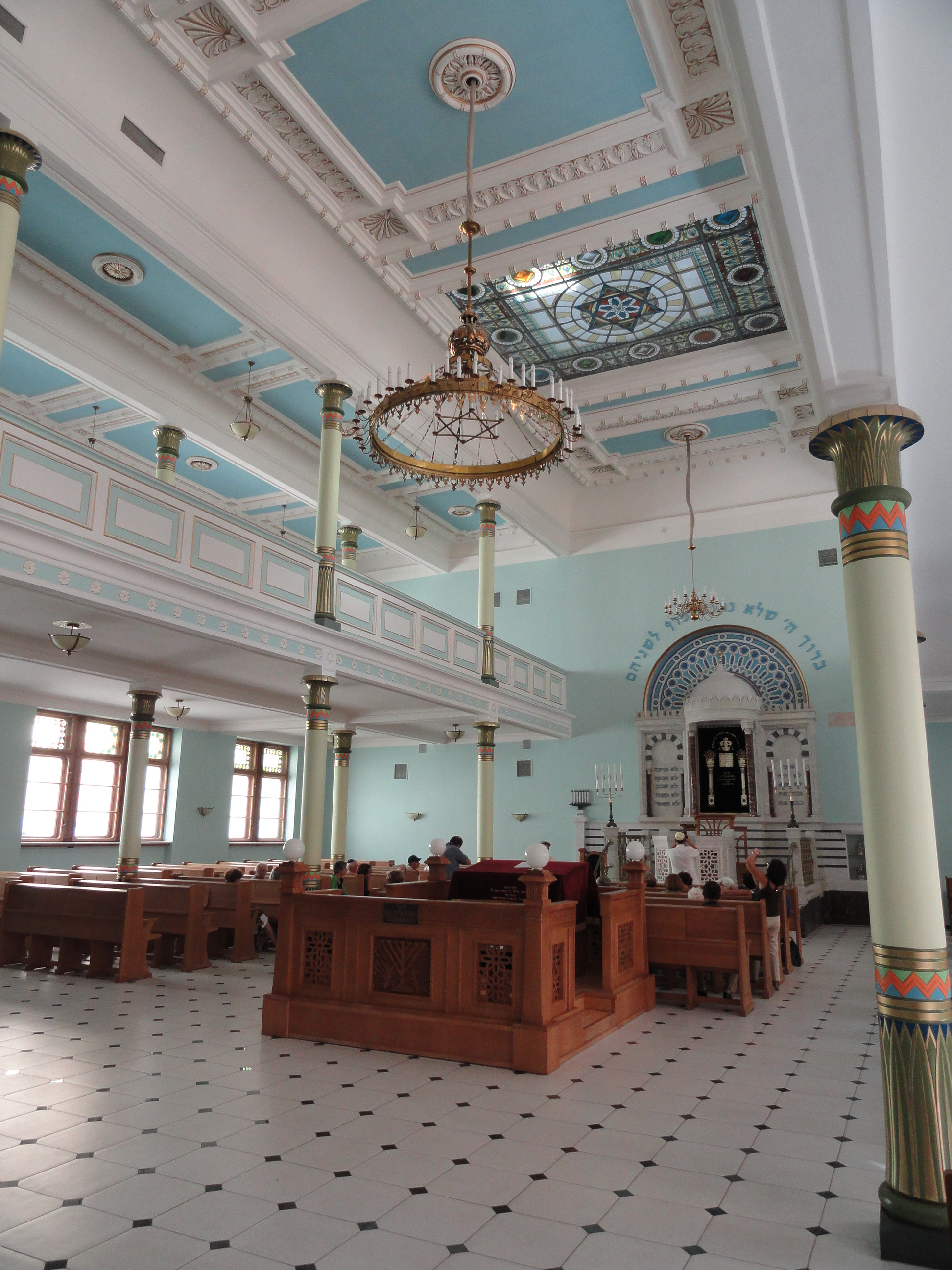
Vue générale de l'intérieur de la synagogue

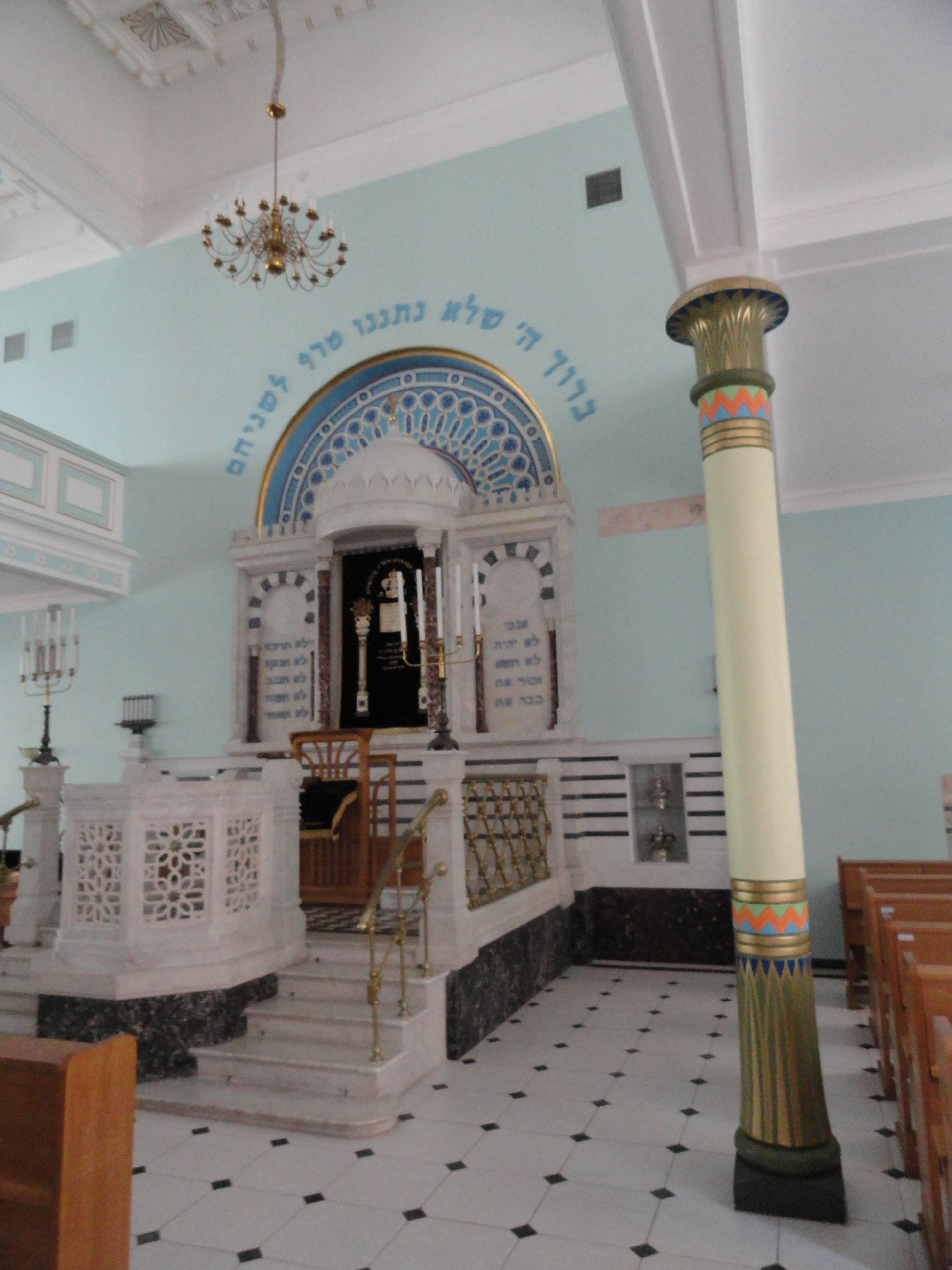
L'Arche Sainte

La synagogue est située au 6/8 rue Peitavas dans la Vieille ville de Riga. C'est un bâtiment de deux étages en pierre, construit sur un plan rectangulaire, de style Jugendstil, avec un mélange de néoclassicisme pour la façade et d'inspiration égyptienne pour l'intérieur. La façade principale du bâtiment où se trouve la porte d'entrée, donne sur une petite cour située perpendiculairement à la rue. La rue Peitavas étant orientée du nord-nord-ouest au sud-sud-est, l'axe central de la synagogue est parallèle à la rue, orientée vers Jérusalem. Une des façades latérales donne sur la rue. 
Après quelques marches, on arrive sur un perron protégé par un auvent soutenu par deux colonnes en marbre noir avant de pénétrer dans le vestibule. Celui-ci conduit à la grande salle de prière par une double porte vitrée et de chaque côté aux pièces administratives et à l'escalier menant à la galerie réservée aux femmes. Les murs du vestibule sont carrelés en vert jusqu'à environ un mètre de hauteur, tandis que le restant du mur est peint en rose. Des plaques commémoratives sont scellées sur les murs et entourées de motifs géométriques. Des colonnes de style égyptien à chapiteau d'ordre palmiforme soutiennent les poutres du plafond. La porte donnant vers la salle de prière est encadrée par un pied-droit trapézoïdal, et surmontée d'une corniche peinte en bleu décorée de deux palmes. 
Une petite partie du mur du vestibule, a été volontairement laissée dans l'état où il se trouvait avant la restauration du bâtiment pour permettre de voir les anciennes peintures et décorations. 
La salle de prière est peinte en blanc et bleu, avec le sol dallé de carreaux gris. La galerie réservée aux femmes court sur trois des côtés de la pièce de façon asymétrique. Le côté rue plus étroit est soutenu par une rangée de colonnes de style égyptien identiques à celles du vestibule, tandis que le côté opposé, plus large est soutenu par deux rangées de colonnes identiques. 
Les bancs en bois pour les offices sont orientés vers le mur où se trouve l'Arche Sainte. À l'arrière de la salle, les bancs sont disposés autour de tables pour servir de lieu d'étude des textes sacrés. 
On accède à l'estrade en marbre blanc où se situe l'Arche Sainte, dirigée vers Jérusalem, par deux petits escaliers de quatre marches, situés de part et d'autre de la chaire toute blanche et ajourée d'un décor de fleur.
L'Arche Sainte, adossée au mur oriental de la salle, se compose d'un meuble en trois parties, dont la partie centrale, surmontée d'un demi-dôme peint en blanc, porté par deux colonnettes en marbre brun, accueille les rouleaux de Torah. Au-dessus du meuble un demi-cercle est peint sur le mur de motifs géométriques en bleu sur fond or. 
Au centre de la salle, la Bimah en bois avec accès latéralement des deux côtés. 
Pendant la journée, la salle reçoit la lumière de très nombreuses fenêtres, au rez-de-chaussée, trois larges fenêtres triples et une double sur le côté rue vers l'ouest, une fenêtre triple et deux doubles sur le côté est, et de même au premier étage, avec en plus un éclairage provenant du plafond par une verrière en vitrail style Art nouveau représentant une étoile de David. Le soir des lustres circulaires en bronze, avec au centre une étoile de David, et équipés de 48 lampes bougies, éclairent l'ensemble de la pièce.  
La synagogue a été répertoriée comme monument architectural d'importance nationale. 

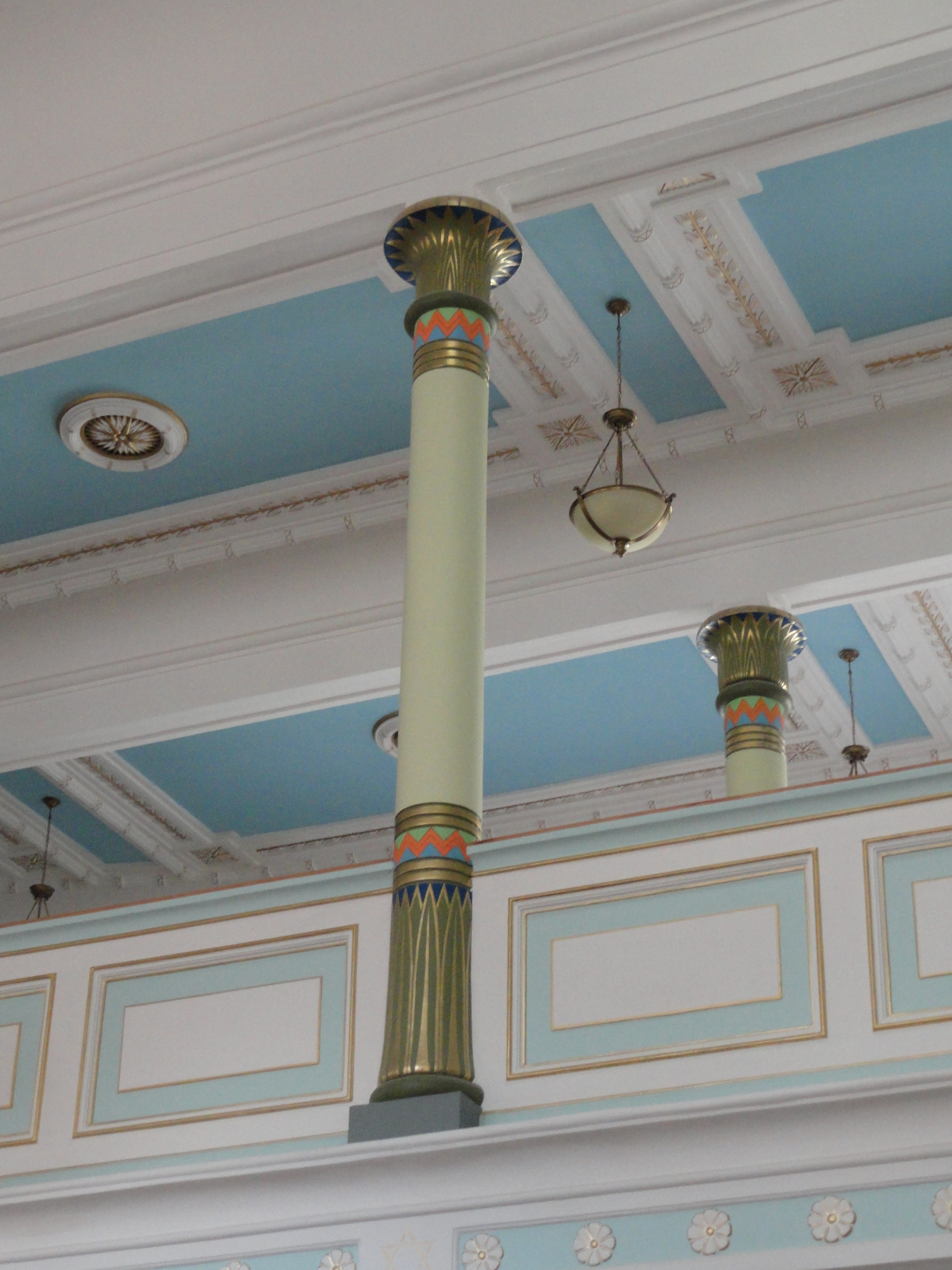
Colonne style égyptien, avec chapiteau palmiforme
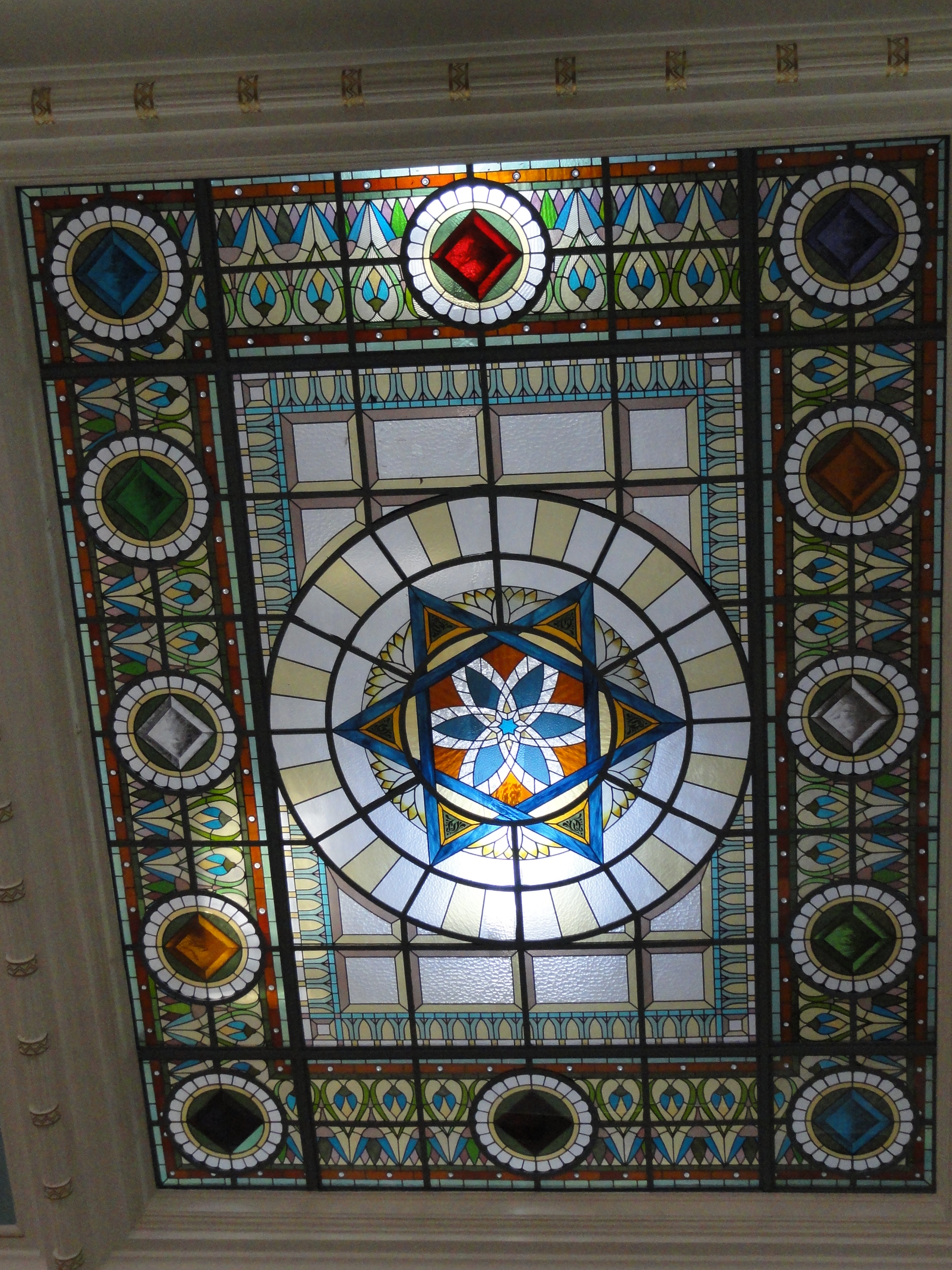
Verrière style Art-Nouveau avec étoile de David
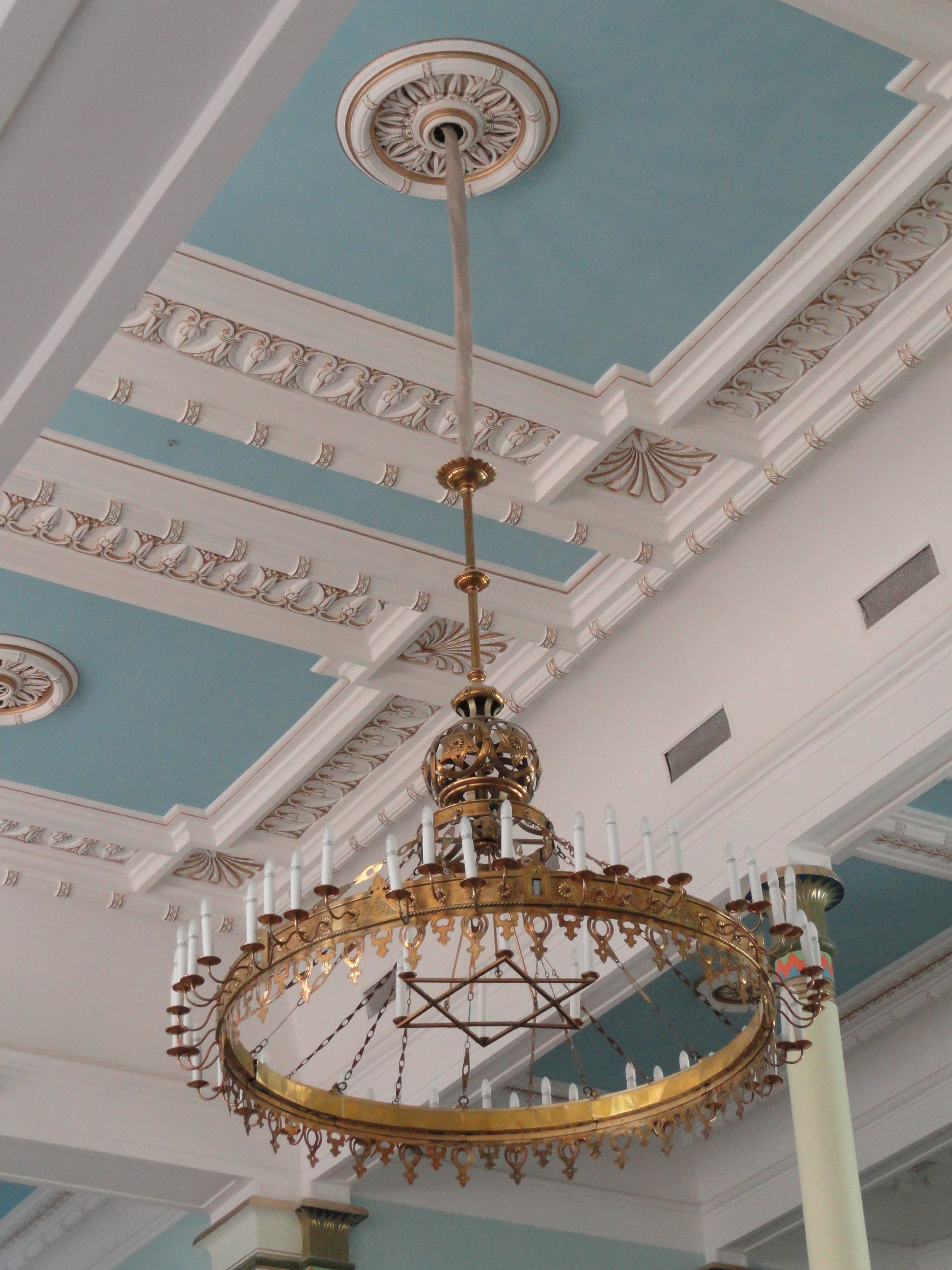
Chandelier à 48 lampes avec étoile de David
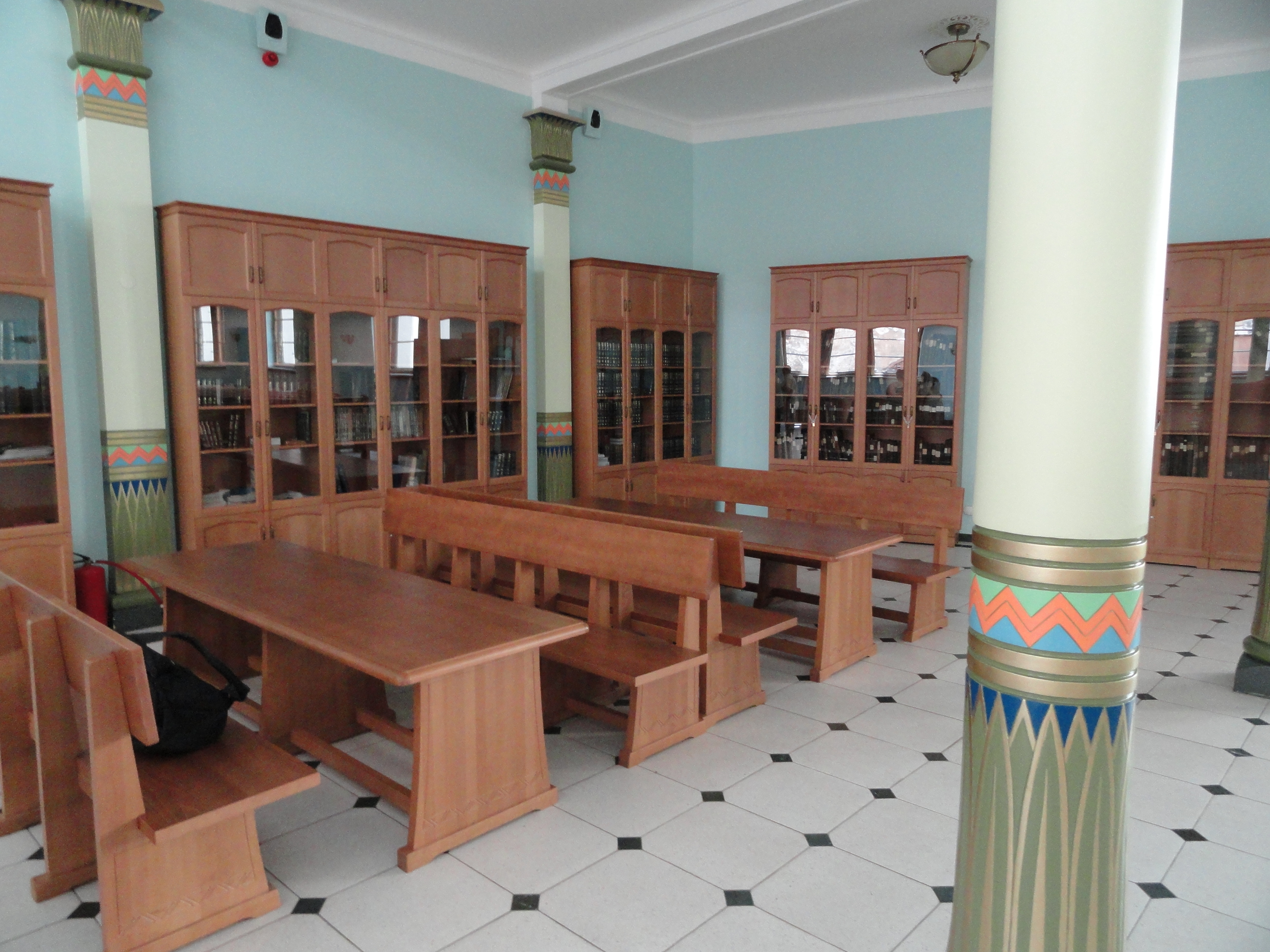
Le coin étude à l'arrière de la salle de prière
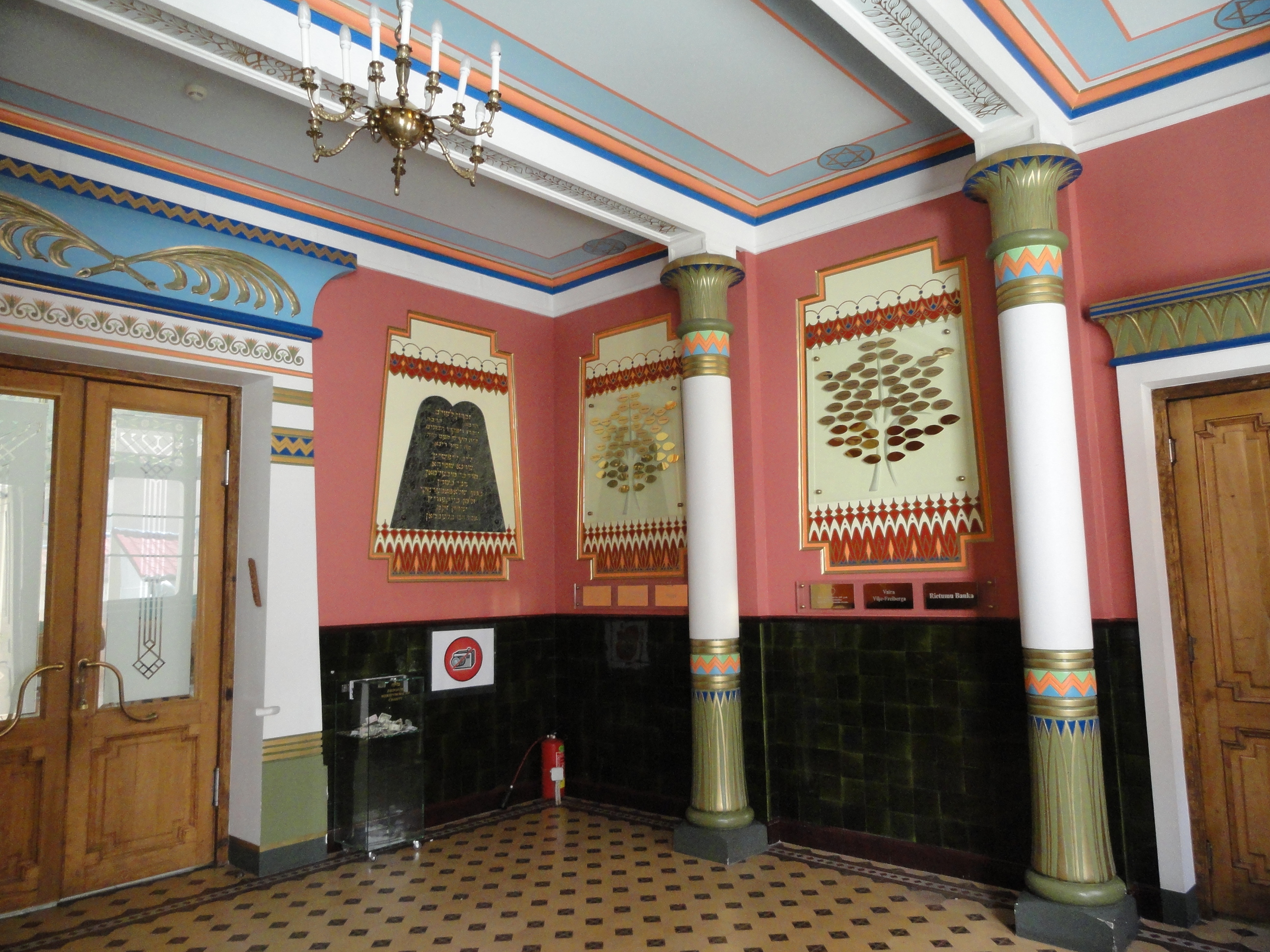
Le vestibule avec les plaques commémoratives
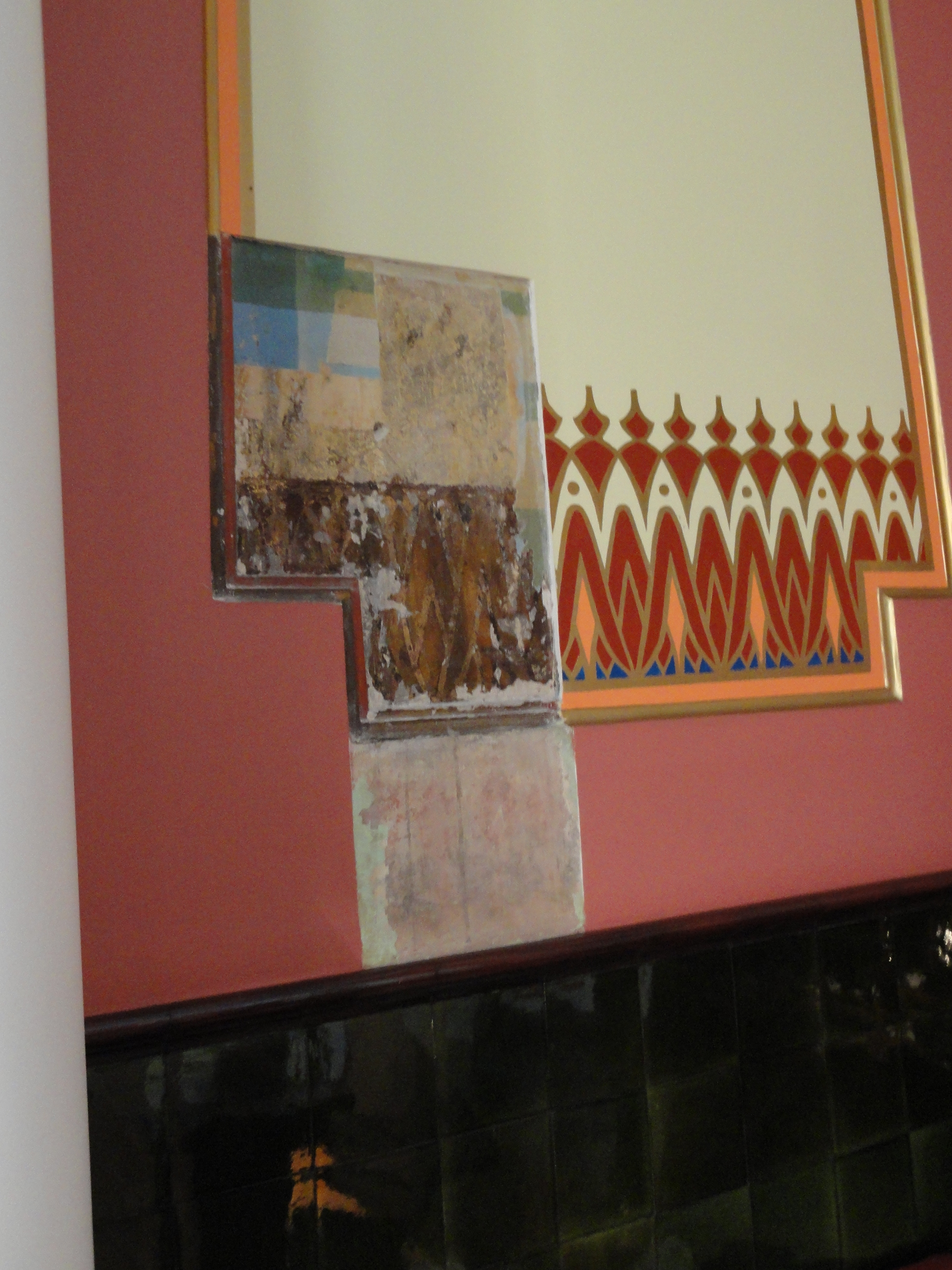
Témoin de la peinture d'origine

## Littérature
- (en):  The Riga Synagogue on Peitavas Street (Peitav Shul); Jewish Comminity of Latvia;

- (en):  The Virtual Jewish History Tour: Riga; Jono David

- (en):  The Synagogue of Riga, Latvia; The Museum of the Jewish People; Haim F. Ghiuzeli
- (en):  Riga Synagogue sees new life ahead; Paul Morton; 22 février 2008; The Baltic Times
- (en):  Latvia: Riga Synagogue Reopens After 2-Year Restoration; Samuel Gruber's Jewish Art & Monuments; 26 août 2009

## Vue 360 degrés
- « Vue 360 degrés de la salle de prière »(Archive.org • Wikiwix • Archive.is • Google • Que faire ?); Synagogue360